# Grup Yorum
El Grup Yorum és un grup musical turc fundat per quatre amics el 1985, que ha editat 23 àlbums i fou molt popular a Turquia durant la dècada de 1990 pels seus temes sobre socialisme revolucionari i la seva combinació de folklore kurd i turc, amb lletres dedicades a la lluita contra la gentrificació, les polítiques d'Ankara i tragèdies com un desastre miner en el que van morir 300 treballadors. El govern turc afirma que el grup està vinculat a l'organització Partit/Front Revolucionari d'Alliberament Popular (DHKP-C), considerada per Turquia com una organització terrorista. El 2017 van publicar l'àlbum “Ille Kavga” (“La lluita a tot preu”), que va exposar els instruments musicals que va trencar-los la policia en una redada l'any anterior. Els seus membres han participat en nombroses manifestacions, i alguns d'ells estan a la presó o l'exili. El 2020 la seva cantant Helin Bölek va morir després de 288 dies de vaga de fam en protesta per la persecució del seu grup, acció que també van realitzar dos altres membres de la banda, Mustafa Koçak i Ibrahim Gökçek, que van morir 297 i 323 dies després d'iniciar la vaga de fam, respectivament.